# برونسوم
برونسوم (به هلندی: Brunssum) یک منطقهٔ مسکونی در هلند است که در لیمبورخ واقع شده‌است. برونسوم ۸۱ متر بالاتر از سطح دریا واقع شده‌است.

## خواهرخوانده
شهر آلسدورف خواهرخواندهٔ برونسوم هست.